# Елчиев, Ягуб Ямин оглы
Ягу́б Ями́н оглы́ Елчи́ев (азерб.  Yaqub Yamin oğlu Yolçiyev ; 21 декабря 1938— 20 февраля 2007) — азербайджанский зоолог, доктор биологических наук, профессор, член-корреспондент НАНА (2000).

## Биография
Елчиев Ягуб родился 21 декабря 1938 года в селе Уруд Сисианского района Армянской ССР.
В 1964 году с отличием окончил биологический факультет Азербайджанского государственного университета. Работал старшим лаборантом, научным сотрудником, заведующим лабораторией, заместителем директора Института зоологии НАНА. В 1971 году Елчиев Ягуб защитил кандидатскую, а в 1984 году докторскую диссертации. В 1995—2000 гг. преподавал в Азербайджанском государственном педагогическом университете, читал лекции по общей зоологии и паразитологии. Заведовал лабораторией в Институте зоологии НАНА.
Член-корреспондент НАНА Ягуб Елчиев скончался 20 февраля 2007 года в Баку.

## Научная деятельность
Я. Елчиев является автором 106 опубликованных статей, 2 монографий и 4 открытий.
Под его руководством было защищено 7 кандидатских и докторских диссертаций.
Я. Елчиев изучал биохимические и иммунологические основы образа жизни паразитов. Изучал белковый и аминокислотный состав, содержащие нуклеиновых кислот в ооцистах и цистах кокцидий (Eimeria, Sarcocystic). Им было выявлено нарушение обмена белков, аминокислот, компонентов цикла трикарбоновых кислот и активности ферментов участвующих в их обмене при экспериментальных эймериозах домашних кур и лечении антикокцидийными препаратами. Я. Елчиев теоретически обосновал некоторые биохимические механизмы паразито-хозяинных отношений. Изобрел методы получения чистой культуры ооцист эймерий, определение эффективности антиэймериозных препаратов по биохимическим показателям организма хозяина и применение алкилпроизводных аминокислот при лечении эймериозов. Выяснил роль Т-и В-лимфоцитов при эймериозах домашних кур.

### Избранные труды
- Елчиев Я. Я. Биохимические аспекты паразито-хозяинных отношений при кокцидиозах домашних кур. — Баку: Элм, 1977. — 153 с.
- Елчиев Я. Я. Паразиты домашних птиц Азербайджана и научные основы борьбы с ними. — Баку: Элм, 1991. — 160 с.
- Елчиев Я. Я. Состояние Т-и В-систем и иммунитета при эймериозе (Eimeria tenella) домашних кур // Паразитология. — 1996. — Т. 30. — С. 336—342.
- Елчиев Я. Я., Мусаев М. А., Суркова А. М., Алиева Ф. К. Кокцидии домашних гусей в Азербайджане // Вопросы паразитологии. — Баку: Элм, 1969. — С. 34—36.
- Yolchiyev Y. Y.,  Mamedova F. Z. Glutamate Dehydrogenase, Alanine- and Aspartate Aminotransferase of E. Tenella (Apicomplexa, Coccidia) oocysts and effect of amino acids" alkyl derivatives on their activities (англ.) // International Journal of Natural and Engineering Sciences. — ISSN 1307-1149.